# Michael Martin Murphey

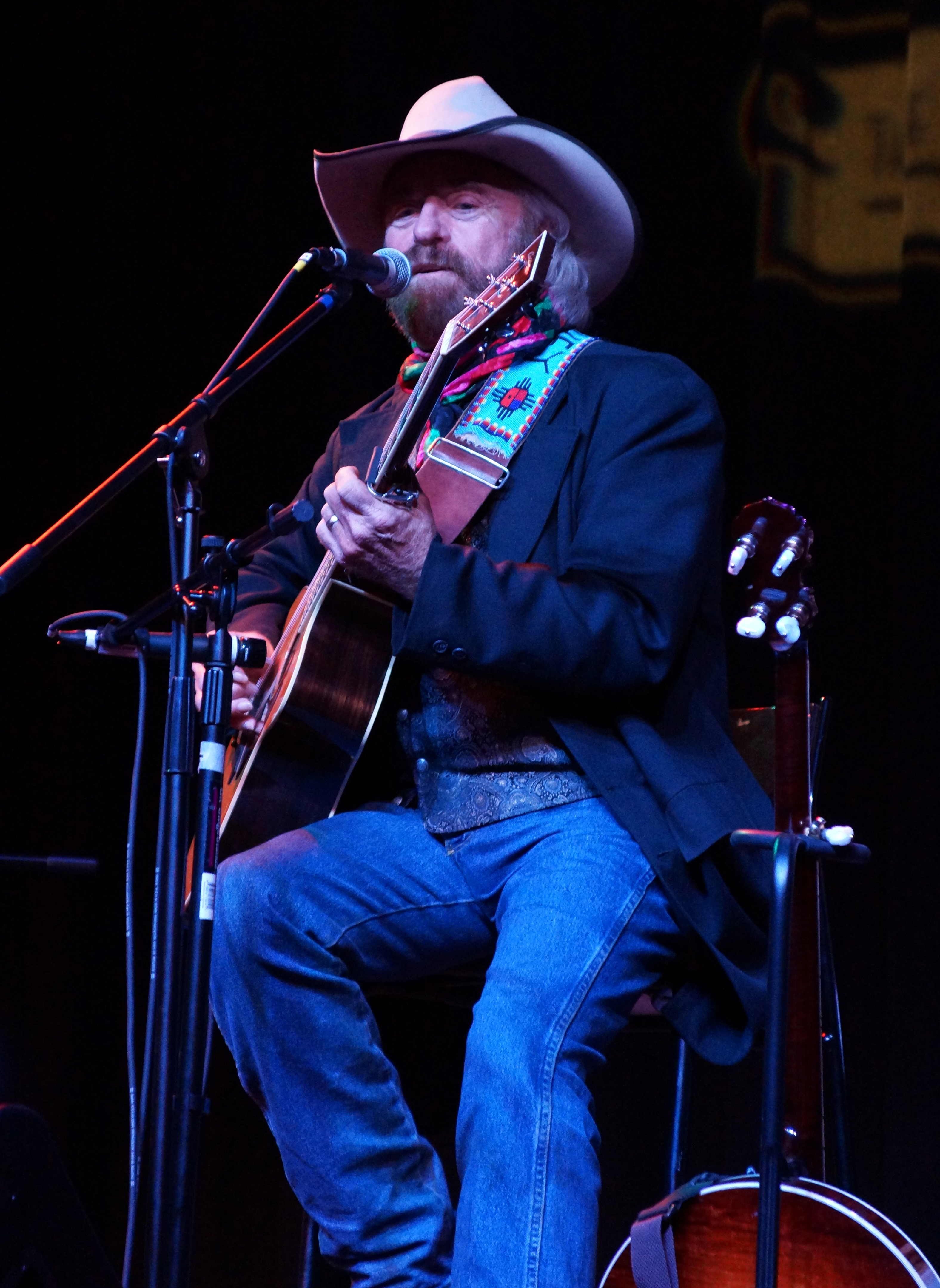
Michael Martin Murphey, Plymouth, NH, USA, 13. Oktober 2012

Michael Martin Murphey (* 14. März 1945 als Michael Murphey in Dallas, Texas) ist ein US-amerikanischer Country-Sänger und Songwriter.

## Kindheit und Jugend
Bereits in frühen Jahren entwickelte Michael eine Vorliebe für die Legenden und Geschichten des Westens. Er las Mark Twain und William Faulkner. Musikalisch wurde er von Bob Wills und Hank Williams sowie durch Woody Guthrie beeinflusst. In seiner High-School-Zeit gründete er seine erste Band, die einen Mix aus Folk, Country und Rock spielte. Mitte der sechziger Jahre zog er nach Los Angeles und studierte an der dortigen University of California Literatur.

## Karriere als Pop-Musiker
In Los Angeles begann Michael Murpheys Songs zu schreiben und fand bald Anstellung in einem Musikverlag. Außerdem hatte er regelmäßig Auftritte in einem Folk-Club. 1964 tat er sich mit John London, John Rains und Michael Nesmith, einem späteren Monkee, zusammen und gründete die Band Trinity River Boys. Etwas später formierte er mit Owen Castleman die Gruppe Lewis & Clark Expedition, die ein mäßig erfolgreiches Pop-Album einspielte. Murphey zog sich anschließend für einige Zeit in das Umland von Los Angeles zurück und konzentrierte sich auf das Songschreiben. In dieser Zeit entstand der Monkees-Titel What Am I Doing Hangin' Around. Für Kenny Rogers komponierte und textete er ein vollständiges Album. 1971 kehrte er in seine Heimat Texas zurück, wo er sich in Austin zunächst der Outlaw-Bewegung um Willie Nelson anschloss.
Der Nashviller Produzent Bob Johnston wurde auf ihn aufmerksam und verschaffte ihm einen Vertrag beim A&M-Label. 1972 wurde das Album Geronimo's Cadillac aufgenommen. Eine gleichnamige Single erreichte einen mittleren Platz in den Pop-Hitparaden. Ein Jahr später wurde das Album Cosmic Cowboy Souvenir produziert. Michael Murphey war fortan der Cosmic Cowboy.

## Karriere als Country-Musiker
Im gleichen Jahr wechselte er zum Epic-Label. 1975 erschien dort Blue Sky – Night Thunder, das vergoldet wurde. Trotz seiner Nähe zur Country-Szene galt er in der Öffentlichkeit noch immer als Pop-Musiker. Seine Schallplatten tendierten aber zunehmend Richtung Country. Sein Album von 1976 Swans Against The Sun war das erste, das sich in den Country-Charts platzieren konnte. Murphey blieb bis 1979 by Epic. Dann heiratete er und machte eine dreijährige Pause vom Musikgeschäft. Er wirkte in dieser Zeit bei einigen Filmen mit, für die er zum Teil die Musik beziehungsweise das Drehbuch schrieb. In dieser Zeit änderte er auch seinen Namen durch Einfügen von Martin, da es bereits einen Schauspieler Michael Murphey gab.
1982 unterschrieb er beim Label Liberty. Seine erste Single What's Forever For erreichte Platz 1 der Country-Charts. Im gleichen Jahr wurde er von der renommierten Academy of Country Music als Newcomer des Jahres ausgezeichnet.
1985 wechselte er erneut das Label. Bei Warner Brothers wurde eine Serie erfolgreicher Singles veröffentlicht, darunter 1987 sein zweiter Nummer-1-Hit A Long Line Of Love. Nach einigen weiteren recht erfolgreichen Schallplatten kam es 1990 zu einem abrupten Stilwechsel. Murphey begann, Alben mit klassischen Western- und Cowboy-Songs einzuspielen, eine Seltenheit in jenen Jahren. Die früheren Verkaufszahlen konnten nicht mehr erzielt werden, aber es gab begeisterte Zustimmung aus Cowboy-Kreisen. Der unerwartete Erfolg bewog seine Schallplattenfirma sogar, ein eigenes Label für Western-Songs zu gründen: Warner Western. Michael Martin Murphey ist mittlerweile nahezu ausschließlich als Interpret von Cowboy-Songs bekannt.

## Diskografie

### Alben
| Jahr | Titel                    | Höchstplatzierung, Gesamtwochen, AuszeichnungChartplatzierungen (Jahr, Titel, Platzierungen, Wochen, Auszeichnungen, Anmerkungen) | Höchstplatzierung, Gesamtwochen, AuszeichnungChartplatzierungen (Jahr, Titel, Platzierungen, Wochen, Auszeichnungen, Anmerkungen) | Anmerkungen |
| Jahr | Titel                    | US | Country | Anmerkungen |
| ---- | ------------------------ | --- | --- | ----------- |
| 1972 | Geronimo’s Cadillac      | US160 (9 Wo.)US | — |             |
| 1973 | Cosmic Cowboy Souvenir   | US196 (2 Wo.)US | — |             |
| 1975 | Blue Sky – Night Thunder | US18 Gold · (38 Wo.)US | — |             |
| 1976 | Swans Against the Sun    | US44 (13 Wo.)US | Country47 (2 Wo.)Country |             |
| 1976 | Flowing Free Forever     | US130 (5 Wo.)US | — |             |
| 1978 | Lone Wolf                | US99 (6 Wo.)US | — |             |
| 1982 | Michael Martin Murphey   | US69 (16 Wo.)US | Country14 (33 Wo.)Country |             |
| 1983 | The Heart Never Lies     | US187 (3 Wo.)US | Country27 (45 Wo.)Country |             |
| 1986 | Tonite We Ride           | — | Country46 (19 Wo.)Country |             |
| 1987 | Americana                | — | Country32 (28 Wo.)Country |             |
| 1988 | River of Time            | — | Country11 (27 Wo.)Country |             |
| 1989 | Land of Enchantment      | — | Country33 (20 Wo.)Country |             |
| 1990 | Cowboy Songs             | US— GoldUS | Country25 (47 Wo.)Country |             |
| 2010 | Buckaroo Blue Grass II   | — | Country73 (2 Wo.)Country |             |
| 2013 | Red River Drifter        | — | Country48 (2 Wo.)Country |             |

Weitere Alben
- 1974: Michael Murphey
- 1979: Peaks, Valleys, Honky Tonks & Alleys
- 1980: Hard Country
- 1991: Cowboy Christmas: Cowboy Songs II
- 1993: Cowboy Songs III – Rhymes of the Renegades
- 1995: Sagebrush Symphony
- 1997: The Horse Legends
- 1998: Cowboy Songs Four
- 1999: Acoustic Christmas Carols
- 2001: Playing Favorites
- 2002: Cowboy Classics: Playing Favorites II
- 2002: Cowboy Christmas III
- 2004: Live at Billy Bob’s Texas
- 2006: Heartland Cowboy: Cowboy Songs, Vol. 5
- 2009: Buckaroo Blue Grass
- 2010: Lone Cowboy
- 2011: Tall Grass & Cool Water
- 2012: Campfire on the Road
- 2016: High Stakes

### Kompilationen
| Jahr | Titel                              | Höchstplatzierung, Gesamtwochen, AuszeichnungChartplatzierungen (Jahr, Titel, Platzierungen, Wochen, Auszeichnungen, Anmerkungen) | Höchstplatzierung, Gesamtwochen, AuszeichnungChartplatzierungen (Jahr, Titel, Platzierungen, Wochen, Auszeichnungen, Anmerkungen) | Anmerkungen |
| Jahr | Titel                              | US | Country | Anmerkungen |
| ---- | ---------------------------------- | --- | --- | ----------- |
| 1984 | The Best of Michael Martin Murphey | — | Country20 (22 Wo.)Country |             |

Weitere Kompilationen
- 1990: The Best of Country
- 1992: What’s Forever For
- 1998: Wildfire 1972–1984
- 2001: Ultimate Collection
- 2006: Cowboy Christmas Gift Set

### Singles
| Jahr | Titel Album                                              | Höchstplatzierung, Gesamtwochen, AuszeichnungChartplatzierungen (Jahr, Titel, Album, Platzierungen, Wochen, Auszeichnungen, Anmerkungen) | Höchstplatzierung, Gesamtwochen, AuszeichnungChartplatzierungen (Jahr, Titel, Album, Platzierungen, Wochen, Auszeichnungen, Anmerkungen) | Anmerkungen                     |
| Jahr | Titel Album                                              | US | Country | Anmerkungen                     |
| ---- | -------------------------------------------------------- | --- | --- | ------------------------------- |
| 1972 | Geronimo’s Cadillac                                      | US37 (13 Wo.)US | — |                                 |
| 1975 | Wildfire Blue Sky – Night Thunder                        | US3 Platin · (19 Wo.)US | — |                                 |
| 1975 | Carolina in the Pines Blue Sky – Night Thunder           | US21 (13 Wo.)US | — |                                 |
| 1976 | Renegade Swans Against the Sun                           | US39 (7 Wo.)US | — |                                 |
| 1976 | A Mansion on the Hill Swans Against the Sun              | — | Country36 (10 Wo.)Country |                                 |
| 1977 | Cherokee Fiddle Flowing Free Forever                     | — | Country58 (8 Wo.)Country |                                 |
| 1979 | Chain Gang Peaks, Valleys, Honky Tonks & Alleys          | — | Country93 (3 Wo.)Country |                                 |
| 1979 | Backslider’s Wine Peaks, Valleys, Honky Tonks & Alleys   | — | Country92 (3 Wo.)Country |                                 |
| 1981 | Take It as It Comes Hard Country O.S.T.                  | — | Country83 (3 Wo.)Country | mit Katy Moffatt                |
| 1982 | The Two-Step Is Easy Michael Martin Murphey              | — | Country44 (10 Wo.)Country |                                 |
| 1982 | What’s Forever For Michael Martin Murphey                | US19 (20 Wo.)US | Country1 (24 Wo.)Country |                                 |
| 1982 | Still Taking Chances Michael Martin Murphey              | US76 (7 Wo.)US | Country3 (18 Wo.)Country |                                 |
| 1983 | Love Affairs Michael Martin Murphey                      | — | Country11 (17 Wo.)Country |                                 |
| 1983 | Don’t Count the Rainy Days The Heart Never Lies          | — | Country9 (21 Wo.)Country |                                 |
| 1984 | Will It Be Love by Morning The Heart Never Lies          | — | Country7 (18 Wo.)Country |                                 |
| 1984 | Disenchanted The Heart Never Lies                        | — | Country12 (17 Wo.)Country |                                 |
| 1984 | Radio Land The Heart Never Lies                          | — | Country19 (16 Wo.)Country |                                 |
| 1984 | What She Wants The Best of Michael Martin Murphey        | — | Country8 (23 Wo.)Country |                                 |
| 1985 | Carolina in the Pines The Best of Michael Martin Murphey | — | Country9 (20 Wo.)Country | Neuaufnahme der Single von 1975 |
| 1986 | Tonight We Ride                                          | — | Country26 (14 Wo.)Country |                                 |
| 1986 | Rollin’ Nowhere Tonight We Ride                          | — | Country15 (16 Wo.)Country |                                 |
| 1986 | Fiddlin’ Man Tonight We Ride                             | — | Country40 (14 Wo.)Country |                                 |
| 1987 | A Face in the Crowd Americana                            | — | Country4 (21 Wo.)Country | mit Holly Dunn                  |
| 1987 | A Long Line of Love Americana                            | — | Country1 (23 Wo.)Country |                                 |
| 1987 | I’m Gonna Miss You, Girl River of Time                   | — | Country3 (27 Wo.)Country |                                 |
| 1988 | Talkin’ to the Wrong Man River of Time                   | — | Country4 (20 Wo.)Country | mit Ryan Murphey                |
| 1988 | Pilgrims on the Way (Matthew’s Song) River of Time       | — | Country29 (13 Wo.)Country |                                 |
| 1988 | From the Word Go River of Time                           | — | Country3 (27 Wo.)Country |                                 |
| 1989 | Never Givin’ Up on Love Land of Enchantment              | — | Country9 (22 Wo.)Country |                                 |
| 1989 | Family Tree Land of Enchantment                          | — | Country48 (11 Wo.)Country |                                 |
| 1990 | Route 66 Land of Enchantment                             | — | Country67 (4 Wo.)Country |                                 |
| 1990 | Cowboy Logic Cowboy Songs                                | — | Country52 (11 Wo.)Country |                                 |
| 1991 | Let the Cowboy Dance Cowboy Songs                        | — | Country74 (1 Wo.)Country |                                 |

Weitere Singles
- 1973: Calico Silver
- 1973: Cosmic Cowboy
- 1974: Holy Roller
- 1974: Fort Worth I Love You
- 1976: Rhythm of the Road
- 1978: Nothing Is Your Own
- 1978: Paradise Tonight
- 1991: What Am I Doing Here
- 1993: Big Iron (mit Marty Robbins)
- 1993: The Wild West Is Gonna Get Wilder
- 1998: Born to Buck Bad Luck